# Гідрогенази
Гідрогенази — ферменти, що каталізують оборотні окислювально-відновні реакції з молекулярним воднем (H2). Гідрогенази грають важливу роль в процесі гліколізу при анаеробному диханні.
Фіксація водню (окиснення H2) пов'язане з відновленням акцептора електрону, такого як кисень, нітрат, сульфат, діоксид вуглецю або фумарат, при якому відновлення протона (H+ до H2) важливе для ферментації пірувату та для позбавлення від зайвих електронів. Малі молекули та білки, такі як ферредоксини, цитохром-c3 та цитохром-c6 можуть виступати в ролі фізіологічного донора електрону (D) або його акцептора (A) для гідрогеназ:
H2 + Aox → 2H+ + Ared (1)
2H+ + Dred → H2 + Dox (2)
Гідрогенази вперше були ідентифіковані в 1930-тих роках, та після цього привернули інтерес багатьох дослідників, зокрема хіміків-неорганіків, що синтезували багато замінників нітрогеназ. Розуміння каталітичного механізму гідрогеназ може допомогти розробити біологічні джерела енергії, зокрема на основі водоростей, здатних виробляти водень.